# Zawiyat Janzur
Zawiyat Gianzur, o Zauiet Gianzur (in arabo زاوية جنزور‎?), è un villaggio situato nella parte orientale della Libia, tra le città di Musaid e Tobruch.